# 小俣凌雅
小俣 凌雅（こまた りょうが、1996年12月31日 - ）は、日本の男性声優。北海道出身。フリー。

## 経歴
インターネット番組『電波諜報局』を見て、「自分も出たい!」という思いから声優を目指した。
北海道北広島西高等学校、専門学校札幌マンガ・アニメ学院声優学科卒業。
20歳の頃よりプロダクション・エースに新人所属していたが、2021年3月31日をもって退所。4月1日よりフリーランスで声優活動を継続する。また、同日にYouTubeチャンネルを開設した。

## 人物
ダンスが得意であり、出演作品『美男高校地球防衛部HAPPY KISS!』の作中歌の一部振付を考えた。
ペットである猫のなめこは学生時代に拾って親に黙って飼っていたが、上京する際に親に打ち明けて、親に飼ってもらっている。その前にはハムスターを飼っていた。

## 出演
太字はメインキャラクター。

### テレビアニメ
- 美男高校地球防衛部HAPPY KISS!（2018年、霧島龍馬）
- RobiHachi（2019年、男）

### ゲーム
- WAR OF BRAINS（2018年、帝国霊術師 ピストーネ、威風行列 ダルマリオ）
- ボーダーブレイク（2019年、クレイグ[6]）

### デジタルコミック
- 春と恋と君のこと（2020年、瀬田藍里[7]）
- ひなたのブルー（2020年、先生、男子生徒）

### ラジオ
※はインターネット配信。
- 美男高校地球防衛部RADIO HAPPY KISS!（2018年 - 2019年、ラジオ大阪）

### テレビ番組
※はインターネット配信。
- 美男高校地球防衛部HAPPY KISS!生放送〜ハッピーな魔法をお届け！〜（2018年2月26日 - 、LINE LIVE※）

### 舞台・朗読劇
- バレエ×声優 "セリフ付き"バレエ「ジゼル」（2019年5月26日、ティアラこうとう 大ホール） - ウィルフリード 役（朗読）[8][9]
- ★KIRAKIRA VOICE LAND VOL.22★ Reading Cinema2019「LOVE×LETTERS」（2019年6月22日・23日、LAPIN ET HALOT）[10]

## ディスコグラフィ

### キャラクターソング
| 発売日  | 商品名                                                                               | 歌                                             | 楽曲                     | 備考                                                            |
| 2018年  | 2018年                                                                               | 2018年                                         | 2018年                   | 2018年                                                          |
| ------- | ------------------------------------------------------------------------------------ | ---------------------------------------------- | ------------------------ | --------------------------------------------------------------- |
| 4月18日 | 絶対最幸☆HAPPY KISS☆                                                                 | 地球防衛部HK                                   | 「絶対最幸☆HAPPY KISS☆」 | テレビアニメ『美男高校地球防衛部HAPPY KISS!』オープニングテーマ |
| 4月18日 | 絶対最幸☆HAPPY KISS☆                                                                 | 地球防衛部HK                                   | 「HAPPY READY??????」    | テレビアニメ『美男高校地球防衛部HAPPY KISS!』劇中歌             |
| 5月16日 | 美男高校地球防衛部HAPPY KISS!キャラクターソングCD1 ハッピーキッスSONGS〜Happy&Set!〜 | 霧島龍馬（小俣凌雅）                           | 「OH SAY CRY?」          | テレビアニメ『美男高校地球防衛部HAPPY KISS!』関連曲             |
| 6月20日 | 美男高校地球防衛部HAPPY KISS!キャラクターソングCD3 デュエットSONGS〜Happy&Turn!〜    | 修善寺鏡太郎（下鶴直幸）、霧島龍馬（小俣凌雅） | 「TRUST YOU」            | テレビアニメ『美男高校地球防衛部HAPPY KISS!』関連曲             |
| 7月18日 | 美男高校地球防衛部HAPPY KISS! BD・DVD第2巻 きゃにめ特典CD                            | 霧島龍馬（小俣凌雅）                           | 「絶対最幸☆HAPPY KISS☆」 | テレビアニメ『美男高校地球防衛部HAPPY KISS!』関連曲             |

### ユニットメンバー
1. ↑  修善寺鏡太郎（下鶴直幸）、霧島龍馬（小俣凌雅）、和倉七緒（石井孝英）、万座太子（安田陸矢）、道後一六（葉山翔太）